# Teddy Tinmar
Teddy Tinmar (né le 30 mai 1987 à Bondy) est un athlète français spécialiste des épreuves de sprint. Avec le relais 4 x 100 m français, il décroche la médaille d'argent aux championnats du monde de Daegu en 2011, ainsi que la médaille de bronze aux championnats d'Europe de Zurich en 2014.

## Carrière

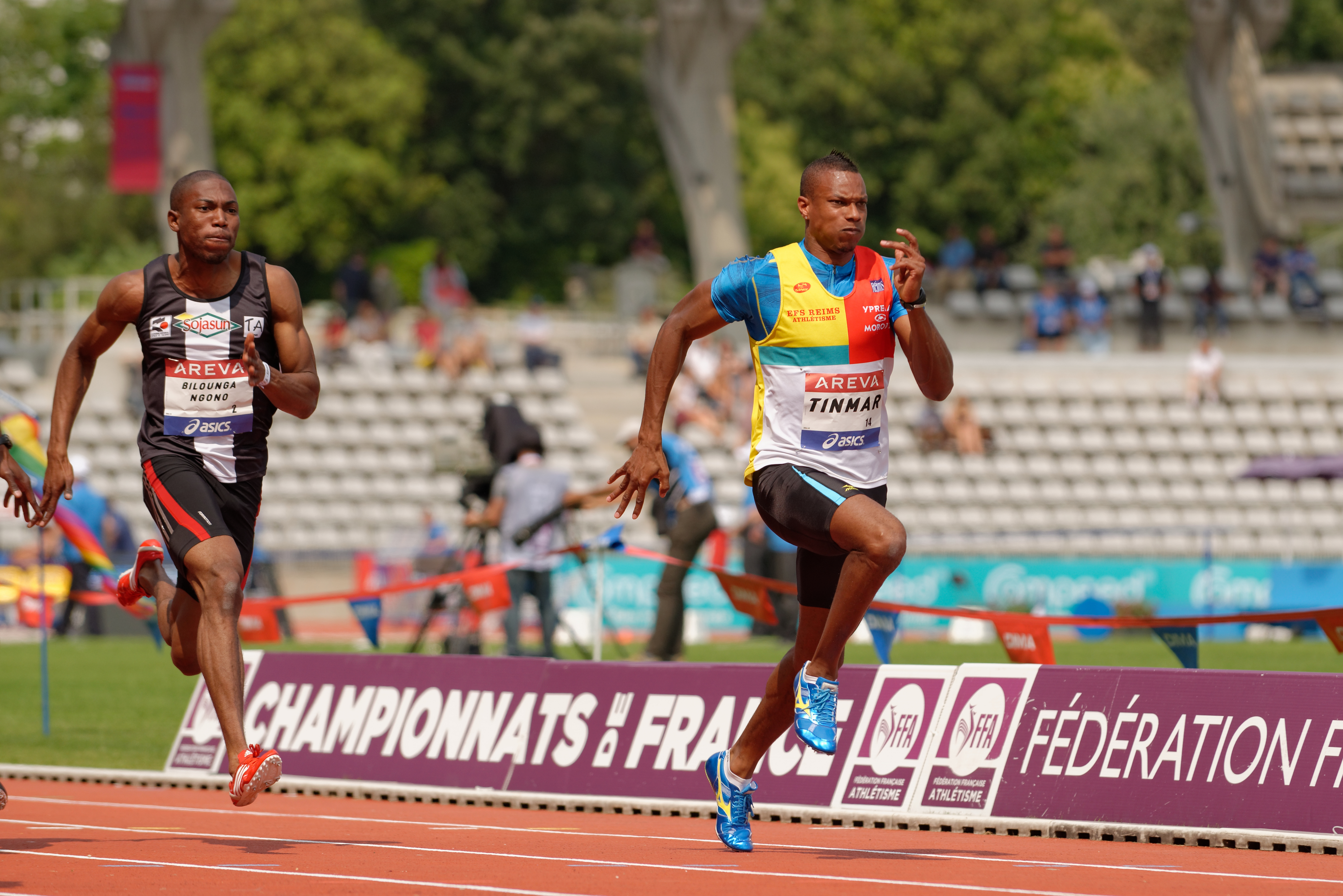
Teddy Tinmar lors des Championnats de France 2013

Débutant l'athlétisme à l'âge de vingt-et-un ans en 2008 au sein de l'AC Vélizy-Villacoublay, Teddy Tinmar participe aux Championnats d'Europe espoirs de 2009 où il atteint la finale du 100 mètres (8e en 10 s 58). Il remporte par ailleurs, en tant que dernier relayeur, la médaille d'argent du 4 × 100 m derrière le Royaume-Uni, en compagnie de Emmanuel Biron, Mickael Arminana et Pierre-Alexis Pessonneaux. En 2010, lors des Championnats du monde en salle de Doha, le Français est éliminé en séries du 60 mètres (6 s 88). Peu avant la compétition, il avait établi son meilleur temps sur la distance à Paris-Bercy en 6 s 67. Il est sélectionné dans l'équipe d'Europe lors de la première édition de la Coupe continentale d'athlétisme, à Split, en fin d'année 2010, mais le relais français, où figure notamment Christophe Lemaitre, est disqualifié pour passage de témoin hors-zone.
Licencié depuis 2011 à l'EFS Reims athlétisme, Teddy Tinmar se classe deuxième du relais 4 × 100 m des Championnats d'Europe par équipes de Stockholm, et améliore par ailleurs ses records personnels sur 100 m (10 s 30 lors des Championnats de France d'Albi) et sur 200 m (20 s 92 lors du meeting de Reims).
Intégré au relais 4 × 100 mètres français lors des Championnats du monde 2011 de Daegu, Teddy Tinmar remporte, en tant que premier relayeur, la médaille d'argent de l'épreuve aux côtés de Christophe Lemaitre, Yannick Lesourd et Jimmy Vicaut. L'équipe de France, qui établit son meilleur temps de l'année en 38 s 20, s'incline de plus d'une seconde face à la Jamaïque.

## Palmarès
| Date | Compétition                       | Lieu      | Résultat | Épreuve   |
| ---- | --------------------------------- | --------- | -------- | --------- |
| 2009 | Championnats d'Europe espoirs     | Kaunas    | 2e       | 4 × 100 m |
| 2011 | Championnats d'Europe par équipes | Stockholm | 2e       | 4 × 100 m |
| 2011 | Championnats du monde             | Daegu     | 2e       | 4 × 100 m |
| 2014 | Championnats d'Europe             | Zurich    | 3e       | 4 × 100 m |
| 2015 | Relais mondiaux de l'IAAF         | Nassau    | 2e       | 4 × 200 m |

## Records
| Épreuve | Performance | Lieu           | Date            |
| ------- | ----------- | -------------- | --------------- |
| 60 m    | 6 s 67      | Paris          | 28 février 2010 |
| 100 m   | 10 s 30     | Albi           | 29 juillet 2011 |
| 200 m   | 20 s 70     | Heusden-Zolder | 19 juillet 2014 |